# Nanula tasmanica
Nanula tasmanica is een slakkensoort uit de familie van de Trochidae. De wetenschappelijke naam van de soort is voor het eerst geldig gepubliceerd in 1879 door Petterd als Gibbula tasmanica.